# Omar Khayyam (cráter)
Omar Khayyam es un cráter de impacto que se encuentra justo más allá del terminador noroeste de la Luna, generalmente en la cara oculta aunque a veces se puede observar de la Tierra debido a la libración, y bajo una iluminación favorable se puede ver lateralmente. Sin embargo bajo tales circunstancias no se puede apreciar mucho detalle, y el cráter se ve mejor desde naves en órbita.
|  |

Este elemento se encuentra en el borde occidental de la gran llanura amurallada del cráter Poczobutt. El borde noroeste de Omar Khayyam es superpuesto por el cráter Zsigmondy. La parte este-sureste del suelo interior de Omar Khayyam está cubierta por un cráter más pequeño y más reciente. Una cresta unida al borde exterior occidental del cráter divide por la mitad el resto del suelo interior, dando a Omar Khayyam la apariencia de una formación compuesta de múltiples impactos fusionados.
El borde exterior de Omar Khayyam está muy erosionado, y presenta una amplia brecha hacia el sureste. Un pequeño cráter cubre el borde occidental, y varios pequeños cráteres marcan los lados y partes del interior. El suelo al suroeste es algo más suave que en otros lugares.
Este cráter fue nombrado en honor del matemático y astrónomo persa Omar Jayam.